# Marie Angèle Touré
Marie Angèle Touré est une journaliste, présentatrice de télévision et productrice audiovisuelle ivoiro-malienne.

## Biographie

### Enfance et Education
Marie Angèle Touré, née en Côte d'Ivoire d'un père malien et d'une mère originaire de la Guinée et du Cap-Vert, passe toute son enfance en Côte d'Ivoire avant de continuer ses études en France en 2000. Elle sort titulaire d'un diplôme Supérieur en Communication et en Relations Publiques.

### Carrière
Elle commence sa carrière en tant que journaliste présentatrice au sein de la chaîne de télévision  Africa 24 où elle occupe  différents postes. En 2017, elle devient rédactrice en chef chargée de la production éditoriale et du développement de nouveaux formats de l'organe  Hémisphère media production Africa. En 2019, elle crée la société MAT (Media Advice Training), l’agence de communication et de relations publiques,  ,.